# Tobias Haitz
Tobias Haitz (* 12. Februar 1992 in Stolberg) ist ein ehemaliger deutscher Fußballspieler.

## Karriere

### Verein
Haitz spielte in der Jugend für Germania Dürwiß, 1. FC Köln, Alemannia Aachen und Bayer 04 Leverkusen. Er spielte drei Jahre lang in der Regionalliga West bei der Zweiten Mannschaft von Bayer Leverkusen. Ab Oktober 2010 trainierte er zwischenzeitlich bei der Ersten Mannschaft mit. Im Sommer 2013 wechselte er nach Nijmegen in die Eredivisie. Er stieg mit dem Verein in der Saison 2013/14 in die 2. Liga der Eerste Divisie ab. Ihm gelang mit dem Verein der sofortige Wiederaufstieg. Zur Saison 2015/16 wechselte Haitz zum deutschen Viertligisten FC Viktoria Köln, den er nach der Saison mit unbekanntem Ziel wieder verließ.
Am 5. Juli 2016, wurde sein Wechsel zum Ligakonkurrenten Alemannia Aachen bekannt. Haitz unterschrieb einen Vertrag bis zum 30. Juni 2018 bei der Alemannia. Sein Debüt für die Alemannia feierte er am 6. August 2016, dem 2. Spieltag der Regionalliga West. Bei der 0:1-Niederlage gegen die SG Wattenscheid 09, kam er in der 62. Minute für Mergim Fejzullahu ins Spiel.
Nachdem sein Abgang aus Aachen schon länger bekannt war, wurde am 27. Januar 2017 sein Wechsel zu den Sportfreunde Lotte bekannt. Beim Drittligisten unterschrieb er einen Vertrag bis zum Saisonende. Am Ende der Saison 2017/18 beendete er seine aktive Karriere aufgrund diverser erlittenen Verletzungen.

### Nationalmannschaft
Zwischen 2010 und 2011 bestritt Haitz zwei Freundschaftsspiele für die U-19 von Deutschland. Das erste am 17. November 2010 beim 1:1 gegen Tschechien, dort spielte er in der Startelf und wurde in der 85. Minute für Dejan Janjatović ausgewechselt. Seine letzte Partie bestritt er am 25. März 2011 bei der 1:2-Niederlage gegen Belgien. Haitz spielte wieder von Beginn an und wurde in der 60. Minute für Marvin Plattenhardt ausgewechselt.

## Erfolge
- Vizemeister U-19-Bundesliga 2009/10
- Aufstieg in die Eredivisie 2014/15
- Mittelrheinpokal-Sieger: 2015/16